# خالد الخويلدي
خالد الخويلدي الحميدي (مواليد 31 ديسمبر 1973، طرابلس-ليبيا)، هو ناشط سلام  ليبي ومؤسس المنظمة الدولية للسلام والرعاية والإغاثة ومقرها طرابلس. حصل على شهادة في هندسة الكمبيوتر. وهو نجل اللواء خويلدي حميدي (أحد المشاركين في انقلاب سبتمبر 1969 في ليبيا).

## المسيرة المهنيّة
يرأس خالد الخويلدي المنظمة العالمية للسلم والرعاية والإغاثة والتي تنشط في مجال العمل الإنساني على المستوى الدولي، وتحظى بوضع استشاري خاص في منظمة الأمم المتحدة  ومن أهم الأعمال الإنسانية التي قام بها خالد الخويلدي على رأس هذه المنظمة هو دوره في إغاثة اللاجئين الفلسطينيين خاصة أثناء حرب غزة الأخيرة، بالتعاون مع الوكالة الدولية لغوث وتشغيل اللاجئين الفلسطينيين «الأونروا»  ومنحه الرئيس الفلسطيني محمود عباس وسام القدس تقديرًا لجهوده في مساندة الشعب الفلسطيني. وقلده أيضا رئيس الورزاء إسماعيل هنية قلادة الشجاعة لكسره الحصار المفروض على غزة عندما قام خالد الخويلدي بزيارة القطاع يناير 2010 على رأس منظمة السلم والرعاية. وفي سنة 2002 ترأس حملة «لا للحرب نعم للسلام» لدعم الشعب العراقي، حيث قام بزيارة العراق عندما كان واقعًا تحت الحصار وضمت الحملة عددًا من الكتّاب والسياسيين والفنانين سعوا إلى لفت الرأي العام لرفض الضربة العسكرية المرتقبة على العراق، ولأن المنظمة التي يرأسها الخويلدي ترتبط باتفاقية شراكة مع المفوضية العليا للأمم المتحدة لشؤون اللاجئين، فقد قام بخطوات نحو السعي لمعالجة ظاهرة الهجرة الغير شرعية التي تعاني منها دول حوض البحر الأبيض المتوسط. وفي مجال تخصصه في هندسة الحاسوب تحصّل على جائزة الإلهام والإبداع في مجال محو الأمية الرقمية لسنة 2009 من مؤسسة سيرتي بورت العالمية.

## القضية ضد حلف شمال الأطلسي
طالبَ خالد الخويلدي بمحاسبة حلف شمال الأطلسي على إبادة عائلته بأكملها، ففي شهر تشرين الأول/أكتوبر من عام 2011 رفع خالد الخويلدي قضية في محكمة بروكسل الإبتدائية يطالب فيها المحكمة بأن تحكم بتحمل حلف شمال الأطلسي مسؤولية مقتل عائلته أثناء الهجوم على منزله في حزيران/يونيو عام 2011، إلا أن حلف شمال الأطلسي رفضَ الولاية القضائية للمحاكم البلجيكية واحتجَّ بالحصانة الممنوحة له في معاهدة أوتوا لعام 1951 والتي تأسَّسَ بموجبها حلف حلف شمال الأطلسي، لكن الحكومة البلجيكية قررت التدخل في القضية للتحدث نيابةً عن حلف شمال الأطلسي وفي تشرين الأول/أكتوبر 2012 أيَّدت المحكمة الابتدائية حصانة حلف شمال الأطلسي ورفضت طلب خالد الخويلدي واستأنف الأخير الحكم ليخضع حلف شمال الأطلسي للمساءلة بما يتماشى مع القوانين الوطنية والدولية.

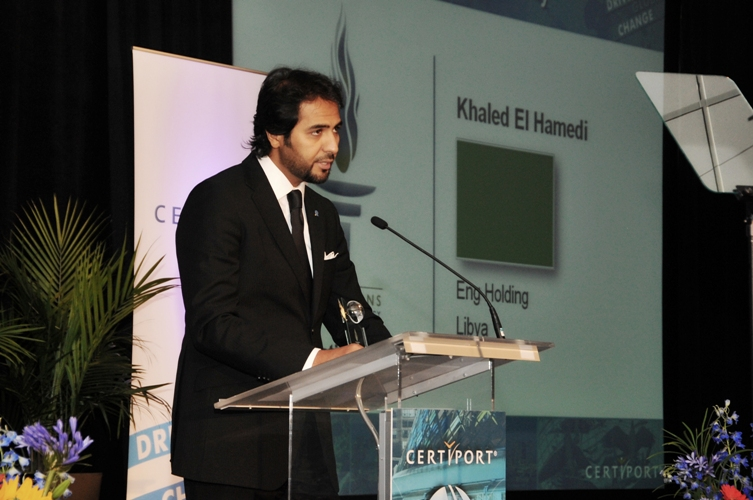

أعلن خالد الخويلدي في أوائل عام 2018 رسميًا عن تشكيل جمعية ضحايا الناتو والحرب على ليبيا (المعروفة اختصارًا بـ ANVWL) وهي منظمة غير حكومية تُدافع عن حقوق الإنسان عمومًا وحقوق المواطنين الليبيين خصوصًا كما تدعمُ حقوق العائلات التي تعرَّضت لأضرار من التدخل لحلف شمال الأطلسي ضد ليبيا في عام 2011 من خلال توعية المجتمع الدولي بما حدث بالفعل في ليبيا بهدف الإعتراف بحقوق ضحايا الحرب في معالجة ودعم حقوقهم القانونية لملاحقة الذين يستندون على الاتفاقيات والمعاهدات الدولية والقيم والمبادئ الإنسانية وتقاليد الأمم والشعوب المتقدمة.

## وسام الشرف
- في رام الله - فلسطين، في ديسمبر 2009، منحه الرئيس الفلسطيني محمود عباس وسام القدس في الدرجة الأولى تقديراً لجهوده الإنسانية ودعمه من أجل الشعب الفلسطيني.[18]
- في قطاع غزة - فلسطين، في يناير 2010، منحه رئيس وزراء السلطة الوطنية الفلسطينية إسماعيل هنية وسام الشجاعة لرئيس المنظمة لكسر الحصار المفروض على قطاع غزة في خيمة (ضمير العالم) التي شهدت توقيع برنامج الأخوة بين العائلات الفلسطينية والليبية.[19]

## الإنجازات الشخصية
في الحقل المتخصص في الحامدي، أمريكان فورك، قدمت شركة Certiport التي تتخذ من يوتا مقراً لها جائزة الإلهام تقديراً لقيادته البصيرة في الترويج لمحو الأمية الرقمية (بطل محو الأمية الرقمية CDL 2009)   مجموعة Eng Holding في ليبيا خلال حفل توزيع جوائز Certiport Pathways 2009.

## وصلات خارجية
www.certiport.com محو الأمية الرقمية